# Championnat d'Europe de football espoirs 1992
Navigation
Euro espoirs 1990 Euro espoirs 1994
Le championnat d'Europe des nations de football espoirs 1992 est la huitième édition du championnat d'Europe espoirs.
Il est remporté par l'équipe d'Italie.

## Tableau final
|  | Quarts de finale                          | Quarts de finale                         | Quarts de finale                            | Quarts de finale                         |          |          | Demi-finales                                | Demi-finales                                | Demi-finales                                | Demi-finales                                |  |  | Finale                                | Finale                                | Finale                                | Finale                                |
|  |                                           |                                          |                                             |                                          |          |          |                                             |                                             |                                             |                                             |  |  |                                       |                                       |                                       |                                       |
|  | 11 mars 1992 à Aalborg, 25 mars à Zabrze  | 11 mars 1992 à Aalborg, 25 mars à Zabrze | 11 mars 1992 à Aalborg, 25 mars à Zabrze    | 11 mars 1992 à Aalborg, 25 mars à Zabrze |          |          | 9 avril 1992 au Aalborg, 22 avril à Pérouse | 9 avril 1992 au Aalborg, 22 avril à Pérouse | 9 avril 1992 au Aalborg, 22 avril à Pérouse | 9 avril 1992 au Aalborg, 22 avril à Pérouse |  |  | 28 mai 1992 à Ferrare, 3 juin à Växjö | 28 mai 1992 à Ferrare, 3 juin à Växjö | 28 mai 1992 à Ferrare, 3 juin à Växjö | 28 mai 1992 à Ferrare, 3 juin à Växjö |
|  | 11 mars 1992 à Aalborg, 25 mars à Zabrze  | 11 mars 1992 à Aalborg, 25 mars à Zabrze | 11 mars 1992 à Aalborg, 25 mars à Zabrze    | 11 mars 1992 à Aalborg, 25 mars à Zabrze |          |          | 9 avril 1992 au Aalborg, 22 avril à Pérouse | 9 avril 1992 au Aalborg, 22 avril à Pérouse | 9 avril 1992 au Aalborg, 22 avril à Pérouse | 9 avril 1992 au Aalborg, 22 avril à Pérouse |  |  | 28 mai 1992 à Ferrare, 3 juin à Växjö | 28 mai 1992 à Ferrare, 3 juin à Växjö | 28 mai 1992 à Ferrare, 3 juin à Växjö | 28 mai 1992 à Ferrare, 3 juin à Växjö |
|  | Danemark                                  | Danemark                                 | 5                                           | 1                                        |          |          | 9 avril 1992 au Aalborg, 22 avril à Pérouse | 9 avril 1992 au Aalborg, 22 avril à Pérouse | 9 avril 1992 au Aalborg, 22 avril à Pérouse | 9 avril 1992 au Aalborg, 22 avril à Pérouse |  |  | 28 mai 1992 à Ferrare, 3 juin à Växjö | 28 mai 1992 à Ferrare, 3 juin à Växjö | 28 mai 1992 à Ferrare, 3 juin à Växjö | 28 mai 1992 à Ferrare, 3 juin à Växjö |
|  | Danemark                                  | Danemark                                 | 5                                           | 1                                        |          |          | 9 avril 1992 au Aalborg, 22 avril à Pérouse | 9 avril 1992 au Aalborg, 22 avril à Pérouse | 9 avril 1992 au Aalborg, 22 avril à Pérouse | 9 avril 1992 au Aalborg, 22 avril à Pérouse |  |  | 28 mai 1992 à Ferrare, 3 juin à Växjö | 28 mai 1992 à Ferrare, 3 juin à Växjö | 28 mai 1992 à Ferrare, 3 juin à Växjö | 28 mai 1992 à Ferrare, 3 juin à Växjö |
|  | Pologne                                   | Pologne                                  | 0                                           | 1                                        |          |          | 9 avril 1992 au Aalborg, 22 avril à Pérouse | 9 avril 1992 au Aalborg, 22 avril à Pérouse | 9 avril 1992 au Aalborg, 22 avril à Pérouse | 9 avril 1992 au Aalborg, 22 avril à Pérouse |  |  | 28 mai 1992 à Ferrare, 3 juin à Växjö | 28 mai 1992 à Ferrare, 3 juin à Växjö | 28 mai 1992 à Ferrare, 3 juin à Växjö | 28 mai 1992 à Ferrare, 3 juin à Växjö |
|  | Pologne                                   | Pologne                                  | 0                                           | 1                                        | Danemark | Danemark | 0                                           | 0                                           |                                             |                                             |  |  | 28 mai 1992 à Ferrare, 3 juin à Växjö | 28 mai 1992 à Ferrare, 3 juin à Växjö | 28 mai 1992 à Ferrare, 3 juin à Växjö | 28 mai 1992 à Ferrare, 3 juin à Växjö |
|  | 11 mars 1992 à Trnava, 25 mars à Padoue   |                                          |                                             |                                          | Danemark | Danemark | 0                                           | 0                                           |                                             |                                             |  |  | 28 mai 1992 à Ferrare, 3 juin à Växjö | 28 mai 1992 à Ferrare, 3 juin à Växjö | 28 mai 1992 à Ferrare, 3 juin à Växjö | 28 mai 1992 à Ferrare, 3 juin à Växjö |
|  |                                           |                                          | Italie                                      | Italie                                   | 1        | 2        |                                             |                                             |                                             |                                             |  |  | 28 mai 1992 à Ferrare, 3 juin à Växjö | 28 mai 1992 à Ferrare, 3 juin à Växjö | 28 mai 1992 à Ferrare, 3 juin à Växjö | 28 mai 1992 à Ferrare, 3 juin à Växjö |
|  | Tchécoslovaquie                           | Tchécoslovaquie                          | Italie                                      | Italie                                   | 1        | 2        | 1                                           | 0                                           |                                             |                                             |  |  | 28 mai 1992 à Ferrare, 3 juin à Växjö | 28 mai 1992 à Ferrare, 3 juin à Växjö | 28 mai 1992 à Ferrare, 3 juin à Växjö | 28 mai 1992 à Ferrare, 3 juin à Växjö |
|  | Tchécoslovaquie                           | Tchécoslovaquie                          | 22 avril 1992 à Aberdeen, 29 avril à Örebro |                                          |          |          | 1                                           | 0                                           |                                             |                                             |  |  | 28 mai 1992 à Ferrare, 3 juin à Växjö | 28 mai 1992 à Ferrare, 3 juin à Växjö | 28 mai 1992 à Ferrare, 3 juin à Växjö | 28 mai 1992 à Ferrare, 3 juin à Växjö |
|  | Italie                                    | Italie                                   | 2                                           | 2                                        |          |          |                                             |                                             |                                             |                                             |  |  | 28 mai 1992 à Ferrare, 3 juin à Växjö | 28 mai 1992 à Ferrare, 3 juin à Växjö | 28 mai 1992 à Ferrare, 3 juin à Växjö | 28 mai 1992 à Ferrare, 3 juin à Växjö |
|  | Italie                                    | Italie                                   | 2                                           | 2                                        | Italie   | Italie   | 2                                           | 0                                           |                                             |                                             |  |  |                                       |                                       |                                       |                                       |
|  | 10 mars 1992 à Bochum, 23 mars à Aberdeen |                                          |                                             |                                          | Italie   | Italie   | 2                                           | 0                                           |                                             |                                             |  |  |                                       |                                       |                                       |                                       |
|  |                                           |                                          | Suède                                       | Suède                                    | 0        | 1        |                                             |                                             |                                             |                                             |  |  |                                       |                                       |                                       |                                       |
|  | Allemagne                                 | Allemagne                                | Suède                                       | Suède                                    | 0        | 1        | 1                                           | 3                                           |                                             |                                             |  |  |                                       |                                       |                                       |                                       |
|  | Allemagne                                 | Allemagne                                |                                             |                                          |          |          |                                             |                                             |                                             |                                             |  |  |                                       |                                       |                                       |                                       |
|  | Écosse                                    | Écosse                                   | 1                                           | 4                                        |          |          |                                             |                                             |                                             |                                             |  |  |                                       |                                       |                                       |                                       |
|  | Écosse                                    | Écosse                                   | 1                                           | 4                                        | Écosse   | Écosse   | 0                                           | 0                                           |                                             |                                             |  |  |                                       |                                       |                                       |                                       |
|  | 11 mars 1992 à Utrecht, 25 mars à Växjö   |                                          |                                             |                                          | Écosse   | Écosse   | 0                                           | 0                                           |                                             |                                             |  |  |                                       |                                       |                                       |                                       |
|  |                                           |                                          | Suède                                       | Suède                                    | 0        | 1        |                                             |                                             |                                             |                                             |  |  |                                       |                                       |                                       |                                       |
|  | Pays-Bas                                  | Pays-Bas                                 | Suède                                       | Suède                                    | 0        | 1        | 2                                           | 0                                           |                                             |                                             |  |  |                                       |                                       |                                       |                                       |
|  | Pays-Bas                                  | Pays-Bas                                 |                                             |                                          |          |          |                                             | 0                                           |                                             |                                             |  |  |                                       |                                       |                                       |                                       |
|  | Suède                                     | Suède                                    | 1                                           | 1                                        |          |          |                                             |                                             |                                             |                                             |  |  |                                       |                                       |                                       |                                       |
|  | Suède                                     | Suède                                    | 1                                           | 1                                        |          |          |                                             |                                             |                                             |                                             |  |  |                                       |                                       |                                       |                                       |
|  |                                           |                                          |                                             |                                          |          |          |                                             |                                             |                                             |                                             |  |  |                                       |                                       |                                       |                                       |